# Halocynthia
Genre
Halocynthia est un genre d'ascidies de la famille des Pyuridae. 

## Liste des espèces
Selon World Register of Marine Species (31 mars 2014) :
- Halocynthia aurantium (Pallas, 1787)
- Halocynthia breviramosa Sluiter, 1904
- Halocynthia cactus (Oka, 1932)
- Halocynthia dumosa (Stimpson, 1855)
- Halocynthia flynni Herdman, 1923
- Halocynthia hilgendorfi (Traustedt, 1885)
- Halocynthia igaboja Oka, 1906
- Halocynthia igaguri Tokioka, 1953
- Halocynthia microspinosa (Van Name, 1921)
- Halocynthia okai Ritter, 1907
- Halocynthia papillosa (Linnaeus, 1767) -- Ascidie rouge, Outre de mer, Vioulet rouge
- Halocynthia pyriformis (Rathke, 1806)
- Halocynthia roretzi (Drasche, 1884)
- Halocynthia rubrilabia Rennie & Wiseman, 1906
- Halocynthia simaensis Tokioka, 1949
- Halocynthia spinosa Sluiter, 1905
- Halocynthia turboga (Oka, 1929)

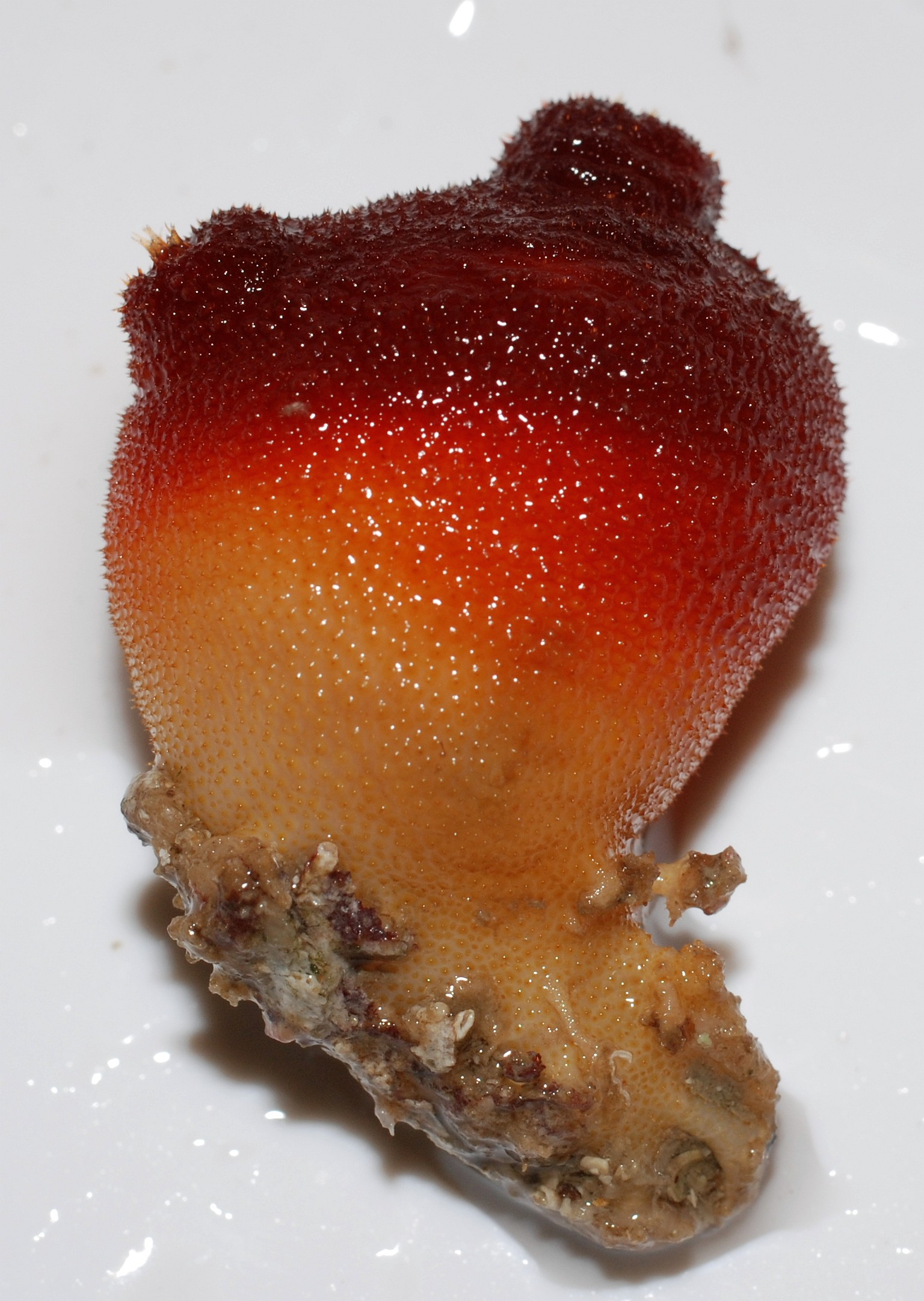
Halocynthia papillosa
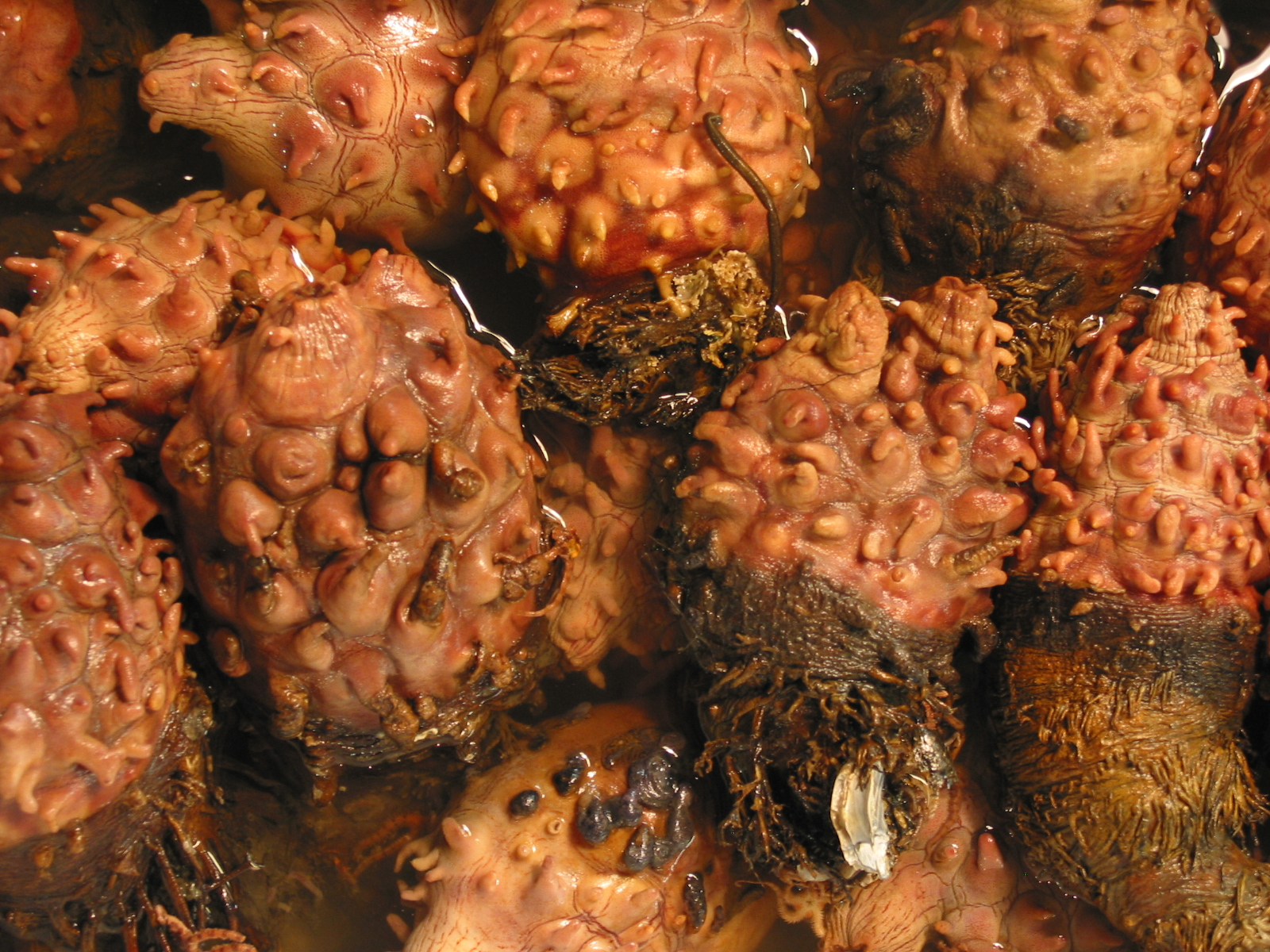
Halocynthia roretzi